# 5 największych przebojów
5 największych przebojów – kompilacja pięciu piosenek Edyty Górniak, wydana w 1999 roku nakładem wytwórni płytowej Pomaton EMI. Album stanowił dodatek do czasopisma Przyjaciółka, a pieniądze ze sprzedaży wydawnictwa przeznaczone były na pomoc noworodkom z oddziału preadopcyjnego szpitala przy ul. Litewskiej w Warszawie.
Wydawnictwo zawiera pięć najbardziej znanych utworów wokalistki, wydanych do 1999 roku włącznie. 

## Lista utworów
Opracowano na podstawie materiału źródłowego.
1. „When You Come Back to Me” – 4:10
2. „Dotyk” – 4:31
3. „Anything” – 4:16
4. „To nie ja!” – 3:12
5. „Jestem kobietą” – 3:56